# Medvídek Pú

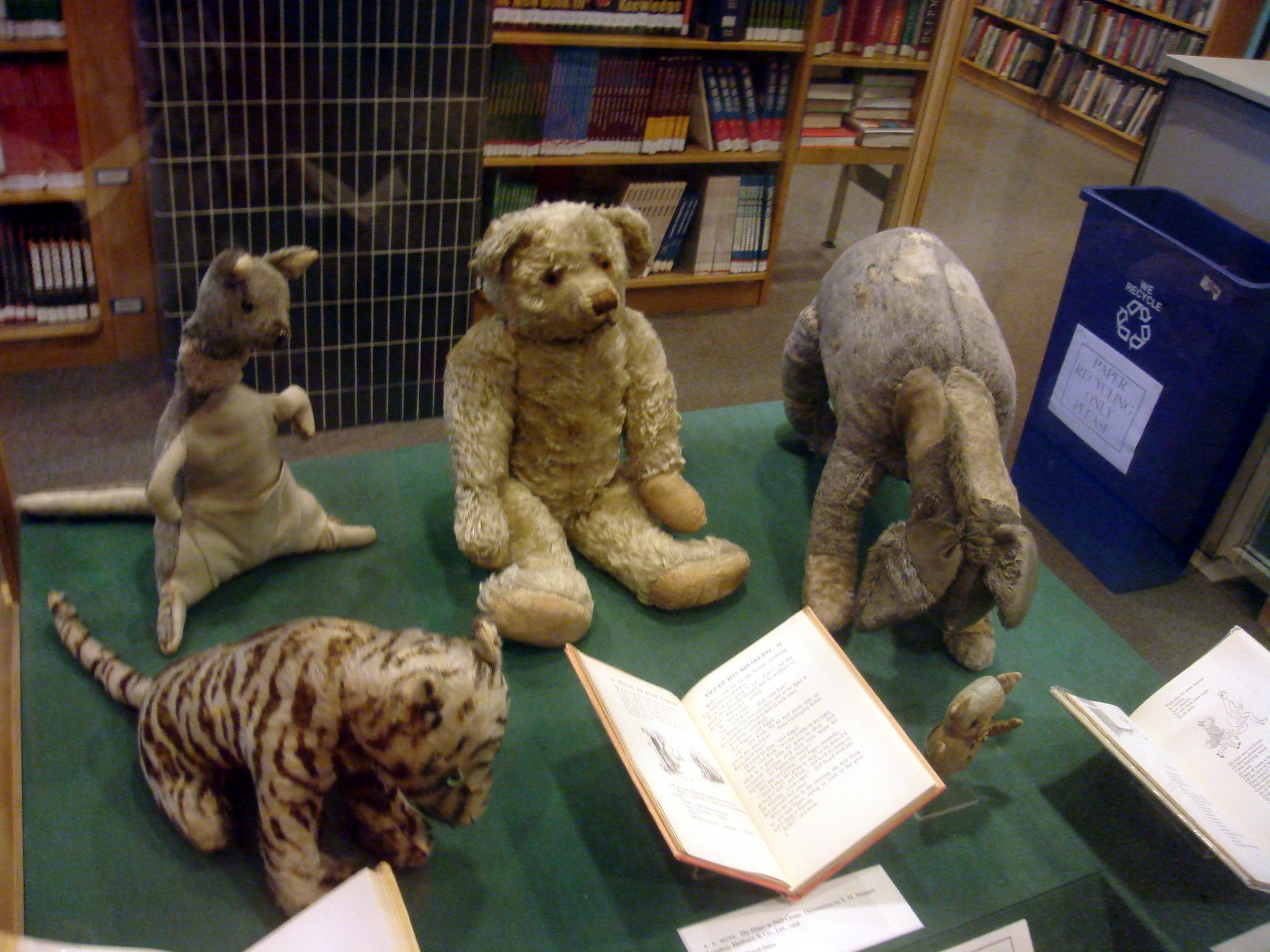
Plyšové postavičky z Medvídka Pú

Medvídek Pú (v originále Winnie-the-Pooh) je hlavní postava – personifikovaný medvídek v dětské knize, kterou napsal Alan Alexander Milne. Jde o jednoho z nejznámějších hrdinů dětské literatury 20. století, který je milován dětmi po celém světě.
První povídka o Púovi se jmenovala Wrong Sort of Bees (Špatný druh včel) a objevila se v britských novinách London's Evening News 24. prosince 1925 (ilustroval J. H. Dowd). Dne 14. října 1926 vyšla ve Velké Británii první knížka o Púovi s názvem Medvídek Pú (Winnie-the-Pooh). Po velmi úspěšném prvním díle vyšel v roce 1928 druhý: Púovo zátiší (The House at Pooh Corner), a nakonec začaly být oba tituly vydávány společně (jako dvě části knihy). A. A. Milne napsal kromě Púa také dvě knihy s říkankami pro svého syna Chrise (When We Were Very Young, Now We Are Six), které byly v originále vydány v r. 1924 a 1927. Všechny čtyři Milneovy knihy ilustroval E. H. Shepard. Ačkoli Shepard ilustroval Milneovy knihy vydané v Anglii britským nakladatelstvím Methuen Publishing Ltd a ve Spojených státech vydavatelstvím E. P. Dutton, raději chtěl být znám jako karikaturista londýnského Punch Magazine.
Knihy o slavném medvídkovi byly přeloženy do více než 50 jazyků. Kniha byla později také filmově ztvárněna Waltem Disneyem. Narozeniny slaví 18. ledna podle data narození jeho autora.

## Vznik knihy

### Původní kniha

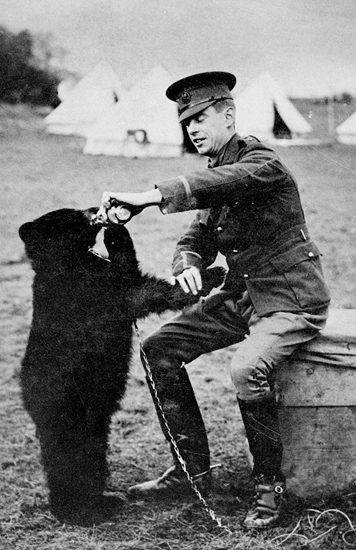
Mladá Winnie v roce 1914 (s prvním majitelem, poručíkem Harrym Colebournem (1887–1947) z kanadského jízdního regimentu)

Milne pojmenoval postavu Medvídka Pú (Winnie the Pooh) podle hračky – plyšového medvídka svého syna Christophera Robina Milneho, který je v Púovi hlavní postavou, Kryštůfkem Robinem. Pú byl původně jen obyčejným plyšovým medvídkem, kterého v roce 1921 daroval spisovatel Milne svému synovi Christopherovi jako dárek k jeho prvním narozeninám. O tři roky později, v roce 1924, A. Milne poprvé navštívil londýnskou ZOO se svým čtyřletým synem, který si tam velmi zamiloval medvědici Winnipeg. Medvědice, nazývaná Winnie, je známa jako laskavý medvěd, který nikdy nikoho nenapadl a který byl velmi oblíbený pro svou hravost. Mírumilovnost samičky baribala dokazuje i fotografie (k vidění např. na anglické wikipedii), na níž malý Christopher Milne medvědici hladí.
Christopher Milne pojmenoval svého plyšového medvídka po medvědici Winnipeg (Winnie) a po labuti „Pú“ (Pooh), kterou potkali na prázdninách: Winnie the Pooh. Když začal A. A. Milne sepisovat příběhy, které vyprávěl svému synovi, inspiroval se pro jména postav v knize hračkami svého syna. Sova (Owl) a Králíček (Rabbit) za svůj vznik vděčí pravděpodobně opravdovým zvířátkům žijícím nedaleko Milneova domu.
Christopherova hračka medvídka je nyní vystavena v Donnell Library Center (Donnellova knihovna) Central Children's Room v New Yorku.
Milneův domov v Ashdownském lese v Sussexu v jižní Anglii (v knize jako Stokorcový les) je hlavním místem, kde se odehrávají Púova dobrodružství. Jméno fiktivního Stokorcového lesa (Hundred Acre Wood) je podobné Pětisetkorcovému lesu (Five Hundred Acre Wood), který leží vně lesa Ashdown a zahrnuje v sobě místa zmíněná v knize, jako Začarované Místo.
V první kapitole knihy Medvídek Pú Milne předkládá vysvětlení, proč je Medvídek Pú obvykle nazýván jednoduše „Pú“: „Ale jeho paže byly tak strnulé, že zůstaly celý týden vzpažené, a když si mu nějaká včela sedla na nos, musel ji odfouknout.“

### Soupis kapitol
Medvídek Pú je tvořen dvěma knihami, z nichž každá se skládá z deseti samostatných kapitol, které mohou být čteny nezávisle jedna na druhé. Většinou jsou obě knihy překládány a vydávány současně, ale jsou i výjimky. Příkladem budiž neobyčejný osud německého Púa: První kniha vyšla v německém překladu v roce 1928, druhá se dočkala překladu a vydání až v roce 1954.
Soupis kapitol, v závorkách české názvy v překladu Hany Skoumalové:
- Kniha první – Winnie-the-Pooh (Medvídek Pú):

1. We Are Introduced to Winnie-the-Pooh and Some Bees and the Stories Begin (... ve které se seznámíme s Medvídkem Pú a včelami; a vypravování začíná)
2. Pooh Goes Visiting and Gets Into a Tight Place (... ve které jde Pú na návštěvu a dostane se do úzkých)
3. Pooh and Piglet Go Hunting and Nearly Catch a Woozle (... ve které Pú s Prasátkem málem chytí Kolčavici)
4. Eeyore Loses A Tail and Pooh Finds One (... ve které Ijáček ztratí ocas a Pú ho zas najde)
5. Piglet Meets a Heffalump (... ve které se setká Prasátko s ohromným Sloniskem)
6. Eeyore Has A Birthday And Gets Two Presents (... ve které má Ijáček narozeniny a dostane dva dárky)
7. Kanga And Baby Roo Come To The Forest And Piglet Has A Bath (... ve které se přistěhuje do Lesa Klokanice s Klokánkem a Prasátko dostane lázeň)
8. Christopher Robin Leads An Expotition To The North Pole (... ve které vede Kryštůfek Robin expedici k severní točně)
9. Piglet Is Entirely Surrounded By Water (... ve které se Prasátko octne uprostřed vod)
10. Christopher Robin Gives Pooh A Party and We Say Goodbye (... ve které dává Kryštůfek Robin večírek na počest Púovu a my se rozloučíme)
- Kniha druhá – The House at Pooh Corner (Púovo zátiší):

1. A House Is Built At Pooh Corner For Eeyore (... ve které se staví v Medvídkově zátiší dům pro Ijáčka)
2. Tigger Comes to the Forest and Has Breakfast (... ve které přichází do Lesa Tygr a snídá)
3. A Search is Organdized, and Piglet Nearly Meets the Heffalump Again (... ve které se zorganizuje pátrání a Prasátko se zase potká se Sloniskem)
4. It Is Shown That Tiggers Don’t Climb Trees (... ve které se ukáže, že Tygři nelezou po stromech)
5. Rabbit Has a Busy Day, and We Learn What Christopher Robin Does in the Mornings (... ve které má Králíček napilno a ve které poznáme, co dělá Kryštůfek Robin dopoledne)
6. Pooh Invents a New Game and Eeyore Joins In (... ve které Pú vynajde novou hru a Ijáček se přidá)
7. Tigger Is Unbounced (... ve které se Tygr odnaučí skákat)
8. Piglet Does a Very Grand Thing (... ve které vykoná Prasátko velkolepý čin)
9. Eeyore Finds the Wolery and Owl Moves Into It (... ve které najde Ijáček Sovín a Sova se do něho nastěhuje)
10. Christopher Robin and Pooh Come to an Enchanted Place, and We Leave Them There (... ve které přijde Kryštůfek Robin a Pú na začarované místo a tam je opustíme)

### Vydání v českém jazyce
V Československu vyšel Medvídek Pú poprvé v roce 1938. Od té doby byl vydáván opakovaně, naposledy v roce 2008, a to již podvanácté. Do češtiny jej přeložila Hana Skoumalová. Zatímco překladatelka Púa zůstává stále stejná, ilustrátorů je více. Vydání vycházela s ilustracemi E. H. Sheparda, J. Zápala, jedno vydání (z roku 1949) ilustroval V. Kubašta. V současné době majitelé práv trvají na původních ilustracích E. H. Sheparda.>
Na jevišti Lyry Pragensis ztvárnil „Medvídka Pú“ v inscenaci divadla jednoho herce Vladimír Matějček. Hudba P. Malásek, režie V. Kovaříčková.
Příběhy Medvídka Pú také vypráví na třech kazetách Marek Eben. Kazety mají jména: Medvídek Pú, Zátiší Medvídka Pú, Medvídek Pú a Tygr.
V roce 2022 vychází audiokniha v podání Vojtěcha Kotka.

### Autorská práva
Stephen Slesinger získal americká a kanadská autorská práva na Medvídka Pú pro televizi, nahrávky a další autorská práva od A. A. Milnea v 30. letech 20. století. Po Slesingerově smrti v roce 1953 pokračovala ve vydávání jeho manželka Shirley Slesingerová. V roce 1961 pak povolila autorská práva Disneymu výměnou za honoráře v prvních dvou dohodách mezi Stephenem Slesingerem, Inc. a Disneym. V tomtéž roce Daphie Milne prodala Disneymu také filmová práva.

### Disney
V roce 1966 Walt Disney začíná realizovat mnoho příběhů o Púovi a ostatních postavách. Vznikly filmy: The Tigger Movie, Piglet's Big Movie, a Pooh's Heffalump Movie.
V prosinci 2005 Disney oznámil, že v Disney Channel animated televizion series, My Friends Tigger and Pooh, se v dobrodružstvích bude zdůrazňovat nová postava: šestiletá Darby, a ostatní postavy z Púa s občasným objevováním se Kryštůfka Robina. Tento pořad byl po dvou sezónách zrušen.

## Využití knihy
Pú je nejbohatší pohádkovou postavou. Ročně vydělá 5,9 miliardy dolarů. Púovy knihy doprovázely spory o jeho vlastnictví. Nebyla vyřešena práva na video, DVD a počítačové hry. V dubnu 2007 však soud rozhodl, že Walt Disney je v právu. Studiu Disney se medvídek zdá příliš starý. Studio Disney chce natočit nová animovaná dobrodružství s novými postavami. Původní charakter Medvídka Pú se začíná postupně ztrácet.

## Autorizované pokračování
Kniha „Návrat do stokorcového lesa“ byla vydána 5. října 2009 u příležitosti 80. výročí vydání „The House at Pooh Conner“ (Púovo zátiší) a je autorizovaným pokračováním příběhů medvídka Pú, které posvětila společnost Trustees of the Pooh Properties, držící autorská práva A. A. Milnea a E. H. Sheparda. Autorem knihy je britský spisovatel, dramatik i režisér David Benedictus, autorem ilustrací Mark Burgess.

## Postavy

### Medvídek Pú
také Michal Pú, P. P. (Přítel Prasátkův), S. K. (Soudruh Králíčkův), O. S. T. (Objevitel Severní Točny), I. U. a N. O. (Ijáčkův Utěšitel a Nálezce Ocasu) – je roztomilý dobrosrdečný skromný medvěd „s malým rozůmkem“, který rád skládá písničky (tedy také poeta Stokorcového lesa) a je stále dobře naladěn. Je kdykoliv ochoten pomoci ostatním v nesnázích (záchrana Prasátka při povodni) a občas mívá tak nečekané nápady, že překvapí i sám sebe. Má velmi rád med a také „dát si něco menšího“. A s tím souvisí i přepočítávání hrníčků s medem.

### Kryštůfek Robin
Kryštůfek Robin – přítel Medvídka Pú, Prasátka, Ijáčka, Tygra, Králíčka se všemi jeho přáteli a příbuznými, Sovy a Klokanice s Klokánkem. Rád pořádá nebezpečné výpravy, ale všechna zvířátka se s ním cítí v bezpečí. Občas cestuje do Afriky a zase zpátky, a má moc rád svého medvídka.

### Prasátko
Prasátko se kamarádí s Púem. Kvičí a snadno se dovede do něčeho zamotat. Je velmi udatné, ale někdy má opravdu neodkladnou práci (např. když s Púem chytali Kolčavici nebo Kolasici, řeklo Púovi, že musí nutně udělat jednu neodkladnou dopolední činnost, jen aby nemuselo pokračovat v nebezpečném pátrání). Prasátku je věnován také film s názvem Prasátko a jeho velká dobrodružství, kde se celá parta přesvědčí o tom, že i malé zvířátko může dokázat velké věci. 

### Ijáček
Ijáček je líčen jako pesimistický, zachmuřený oslík, který rád jí bodláčí a je přítelem Medvídka Pú a Tygra. Ijáček vystupuje rovněž v komiksech a filmech firmy Disney. Původně ho v originální anglické verzi filmů mluvil Ralph Wright, nyní mu hlas propůjčuje Peter Cullen. Ve městě Austin v Texasu se od roku 1963 pravidelně poslední dubnovou neděli koná jednodenní slavnost Ijáčkovy narozeniny (Eeyore's Birthday Party).

### Tygr
Přívětivý Tygr, velkolepý Tygr, veliký a hodný Tygr, Tygr, který, skáče-li vůbec, skáče tak krásně, jak jen Tygři skákat umějí. Neustále plný energie, nadšení a poskakování, do všeho jde po hlavě a je pro každou zábavu. Umí a jí všechno, pokud právě nezjistí, že něco neumí a nejí. Zvláštní znamení: Když kýchne, někdo spadne do vody.

### Králík
Králíček je velmi důležitý, skvělý organizátor v hledání (pokud je třeba někoho najít), a také odborník přes vyhlášky. Neužívá dlouhých cizích slov jako Sova. Má veliké množství přátel a příbuzných a občas mezi nimi působí pozdvižení.

### Sova
Sova je neobyčejně moudrá a učená. Umí číst a psát své vlastní jméno SOAV a dovede napsat MYSLIVEC, třebas ne správně (ale pravopis není všechno). Vypráví velice zajímavé a velice dlouhé příběhy, což může být někdy nebezpečné, obzvlášť jste-li malé Prasátko a sedíte v okně. V originále je Sova rodu mužského, v českém překladu rodu ženského.

### Klokanice Kanga
Klokanice Kanga  – tvor, který nosí svou rodinu s sebou v kapse. Pečlivá a starostlivá maminka neposedného Klokánka. Dobrosrdečná (s výjimkou zimních měsíců). Objevila, co úplně nejradši jedí Tygři.

### Klokánek Roo
Klokánek Roo  – neposedný potomek Klokanice. Umí hopsat a krásně padat do myších děr. Umí také vylézt na strom (pokud při tom sedí Tygrovi na zádech). A úplně nejkrásněji umí plavat (pokud se mu podaří spadnout do rybníčku).

### Sysel (Nevyskytuje se v knize)
Velmi pracovitý hlodavec, který žije v podzemí. Často používá dynamit. Je netrpělivý a neopatrný, protože často padá do jam, které vykopal.

### Slonisko Fufík (Nevyskytuje se v knize)
Slonisko Fufík – Žije ve Hvozdu slonisek se svojí obrovskou maminkou. Když se jednou zvířátka ze Stokorcového lesa vydala na lov slonisek, Fufík a Roo se stali nejlepšími kamarády. Fufík se od Rooa naučil hopsat.

## Medvědí proutky
Ve Stokorcovém lese, kde hrával Pú na Medvědí proutky (hra spočívá v tom, že z jedné strany mostu se hází do vody klacky a čí se první objeví na druhé straně mostu, ten vyhrává) je vyhlášenou turistickou atrakcí a prošel rozsáhlou rekonstrukcí. Pořádá se také mistrovství světa v medvědích proutcích, v roce 2004 se stal vítězem tým České republiky.

## Pú a Tao
Americký spisovatel Benjamin Hoff (* 1946) napsal populárně-naučnou knihu Pú a Tao, kde s nadsázkou vysvětluje principy taoistické filosofie na epizodách z této knihy.